# Péter Erika
Péter Erika (Szarvas, 1947. március 12.) magyar költő, író.

## Élete
Szarvason, Nógrádverőcén és Vácon járt iskolába. Felsőpetényben, Gyöngyöstarjánban, Szűcsiben és Csanádapácán óvónő. 1989-től Békéscsabán él. 1991-ig Békéscsabán az óvodák felügyeletét látta el, majd tárlatvezetőként dolgozott a Jankay Galériában. Kamaszkora óta ír verseket, de csak 2004-ben jelentek meg első művei. Felnőtteknek és gyermeknek egyaránt alkot. Önálló kötetei mellett irodalmi folyóiratokban,antológiákban, magazinokban és irodalmi internetes oldalakon olvashatók versei és prózái (pl. Bárka, Búvópatak,  Agria, Partium, Epreskert, Magyar Múzsa, A Hetedik, Életem),  gyermekmagazinokban jelennek meg gyermekversei ( pl. Dörmögő Dömötör, Breki Magazin, Lurkó Magazin, Dió Magazin, Mesefarm ).
Tagja a békéscsabai Körös Irodalmi Társaságnak. A felnőtt korosztálynak szóló verseit »lélekzetek«-nek, a gyermekeknek szólókat pedig »gyerekzetek«-nek hívja. Alkotásaira nagy hatással van egyetlen fia halála. Versei közül többet megzenésítettek. Célja az olvasás, az irodalom, a versek megszerettetése játékos formában.
2012-től A Mondaton innen, mondaton túl c. 3. osztályos olvasókönyvben a Zsákbamacska c. verse tananyag lett. (Műszaki Kiadó), 2013 -tól A Zöldségeket mondunk verse a harmadik osztályos , a Zöldségbolt c. az első osztályos, a Névnapi meghívó gyermekverse pedig 2. osztályos tananyag lett.

## Díjai
- 2013. Ünnepi Könyvhét: a Körös Irodalmi Társaság által alapított Körösök Gyöngye Díj
- 2014. Békés Megyei Prima-díj - Magyar irodalom kategória (VOSZ)
- 2015. A Héttorony Irodalmi Magazin szerkesztősége által adományozott Verő László-díj, líra kategória
- 2016. " Békéscsaba Megyei Jogú Város Önkormányzat Közgyűlésének Elismerése",
- 2017. Békéscsabai Irodalmi Estek - Életmű Díj.

## Önálló kötetei
1. Mindörökké mosoly - versek (Accordia Kiadó, 2005)
2. Verselhetek- gyerekzetek (Móra Kiadó 2007 és 2008)
3. Szeretőim a szavak - új versek (Accordia Kiadó, 2009)
4. A nyakatekert zsiráf - gyerekzetek (Magánkiadás, 2010)
5. Túlhordott ölelés - Irodalmi Rádió - net kötet (2010)
6. Csupa csiga - gyerekzetek (Timp Kiadó, 2011)
7. Zabfalók – gyerekzetek (AB-ART Kiadó, 2012)
8. Másodvirágzás- versek (AB-ART Kiadó, 2013)
9. BoldogságBolt - gyerekzetek (AB-ART Kiadó, 2014)
10. Színházikó - gyerekzetek (AB- ART Kiadó, 2014)
11. Autóparádé - leporello (AB-ART Kiadó, 2014)
12. Hajnaltól hajnalig - leporello (AB-ART Kiadó, 2014)
13. Elpattant zongorahúr - regény (AB-ART Kiadó, 2015)
14. A főnixmadár dala - versek  ( AB-ART Kiadó, 2018 )
15. Ez egy nem normális szakácskönyv- verses receptek gyerekeknek (GRAPH-ART Lap. és könyvkiadó, 2020)
16. Szívverések - versek (AB-ART Kiadó, 2023 )

## CD-k
Két gyermekverse (gyerekzete) hallható a Három holló CD-n (2009) , tizenkét gyermekverse (gyerekzete) pedig az Esőtánc CD-n (Dafna megzenésítésében és előadásában, 2010). 2012-ben jelent meg a Szélforgó CD. (Az általa elnevezett Fülemüle Zenekar szintén tizenkét versét adja elő. Zeneszerző és énekes: Antovszki Tamás.)
Megzenésített versei: Egy tavaszi vadvirághoz ( Hetvenhétszer Bocsánat zenekar, 2019)
Húsvétra ( Manó Swing 2020 )
Dinnyés József: Elfojtott mondatok  (2020)